# Costaconvexa fulvitincta
Costaconvexa fulvitincta är en fjärilsart som beskrevs av James John Joicey och Talbot 1917. Costaconvexa fulvitincta ingår i släktet Costaconvexa och familjen mätare. Inga underarter finns listade i Catalogue of Life.